# Ustawa o mleczarstwie (II RP)
Ustawa z dnia 22 kwietnia 1936 r. o mleczarstwie – podstawa prawna określająca funkcjonowanie zakładów mleczarskich,  w zakres których wchodził skup i przerób mleka oraz  dystrybucja wyrobów mleczarskich. Mleczarstwo stanowi dział przetwórstwa rolno-spożywczego, opartego na jednorodnym surowcu w postaci mleka.

## Regulacje prawne dotyczące mleczarstwa
Na podstawie ustawy z 1936 r.  o mleczarstwie określono wymagania stawiane zakładom mleczarskim, sprawowanie nad nimi nadzoru oraz ocena przetworów mleczarskich. Ważnych składnikiem ustawy był wywóz przetworów mleczarskich za granicę. Przepisy ustawy dotyczyły następujących zakładów mleczarskich: zlewni mleka, mleczarni, śmietanczarni, maślarni, serowni oraz bryndzarni.
Nadzór nad wykonaniem przepisów ustawy i nadzór nad przebiegiem realizacji zadań powierzono Ministrowi Rolnictwa i Reform Rolnych.

## Wymagania stawiane zakładom mleczarskim
Wymagania stawiane zakładom mleczarskim odpowiadały:
- stosowne  pomieszczenia i urządzenia zakładów mleczarskich,
- zawodowe przygotowanie technicznych kierowników tych zakładów,
- prowadzenia przez zakłady mleczarskie wykazów surowców oraz przerobu według określonych zasad,
- stosowania przez zakłady mleczarskie ustalonych technicznych metod wytwarzania poszczególnych rodzajów przetworów mleczarskich,
- używania surowców odpowiadających pod względem jakości określonym wymaganiom,
- obliczania cen za dostarczane zakładom mleczarskim mleko w stosunku do jego jakości oraz zawartości w nim tłuszczu.

Według rozporządzenia Ministra Rolnictwa i Reform Rolnych z 1936 r. rozmiary poszczególnych pomieszczeń w zakładach mleczarskich musiały być dostosowane do:
- ilości i rozmiarów znajdujących się w nich urządzeń,
- łatwego dostępu do tych urządzeń podczas pracy i ich oczyszczania,
- udogodnienia łatwego i sprawnego wykonywanie wszelkich czynności w zakładzie mleczarskim przy zachowaniu jak największej staranności, dokładności i czystości w pracy,
- zaopatrzone w urządzenia wentylacyjne, umożliwiające stałe odświeżanie powietrza.

## Rejestracja zakładów mleczarskich
Rejestracja zakładów mleczarskich odbywała się  najpóźniej w ciągu siedmiu dni od uruchomienia zakładów mleczarskich. Rejestrację  prowadziła właściwą  terytorialnie izba rolnicza, poprzez wpisanie zakładu do rejestru, pod warunkiem że odpowiadała  wymaganiom, ustalonym w ustawie. Z kolei osoby, które zamierzały założyć zakład mleczarski, zwracały  się do izby rolniczej po wskazówki co do celowości założenia zakładu, a w razie przedstawienia planów pomieszczeń i urządzeń technicznych zakładu, izba wydawała  w ciągu jednego miesiąca opinię o zgodności ich z wymaganiami ustalonymi na podstawie ustawy.  
Jeżeli zakład mleczarski nie był urządzony zgodnie z wymaganiami, ustalonymi w ustawie,  izba rolnicza zarejestrowała zakład  pod warunkiem, że zakład zostanie dostosowany do  wymagań w odpowiednim terminie, oznaczonym przez izbę rolniczą.
Odmiennie postępowała izba rolnicza w stosunku do spółdzielni mleczarskich, należących do związków rewizyjnych i odbierających mleko lub śmietankę tylko od swych członków. Wówczas decyzja o wykreśleniu z rejestru  była powzięta przez izbę rolniczą po zasięgnięciu opinii właściwego związku rewizyjnego.

## Nadzór nad zakładami mleczarskimi
Nadzór nad zakładami mleczarskimi  sprawowała  izby rolnicze. Przedstawiciele izby rolniczej, upoważnieni do wykonywania czynności nadzoru, mieli prawo do:
- wykonywania czynności nadzorczych we wszelkich pomieszczeniach zakładu,
- przeglądania ksiąg handlowych, gospodarczych i innych dokumentów i zapisków oraz czynienia z nich odpisów,
- badania mleka i przetworów mleczarskich oraz bezpłatnego pobierania z nich próbek w niezbędnych do przeprowadzenia kontroli w rozmiarach, które zostały ustalone dla mleka i poszczególnych rodzajów przetworów mleczarskich przez Ministra Rolnictwa i Reform Rolnych.

Pracownicy zakładów mleczarskich zobowiązani byli ułatwić osobom, wykonywującym czynności nadzorcze, przeprowadzenie tych czynności.  Wiadomości uzyskane w drodze wykonywania nadzoru,  traktowane były jako tajemnica zawodowa.

## Oceny przetworów mleczarskich
Ocenę przetworów mleczarskich ustawa powierzyła Ministrowi Rolnictwa i Reform Rolnych. Według rozporządzenia Ministra Rolnictwa i Reform Rolnych z 1938 r. państwową ocenę masła i serów przeprowadza Komitet Państwowy Ocen Masła i Serów.   W skład Komitetu wchodziło sześć osób, w tym  przewodniczący, wiceprzewodniczący i czterej członkowie powołani przez Ministra Rolnictwa i Reform Rolnych.
Do zakresu działania Komitetu należało:
- powoływanie w razie potrzeby organizacji, instytucji lub zakładów rolniczych  za ich zgodą do współdziałania przy przeprowadzaniu poszczególnych ocen masła i serów oraz zatwierdzanie sprawozdań rachunkowych z dochodów i wydatków związanych z tym współdziałaniem,
- wykonywanie nadzoru nad działalnością organizacji, instytucji i zakładów, powołanych do współdziałania w zakresie czynności kontrolnych,
- powoływanie rzeczoznawców   do oceny masła i serów,
- badanie próbek masła i serów metodami ścisłymi,
- zatwierdzanie wyników ocen masła i serów dokonanych przez rzeczoznawców,
- przyznawanie nagród oraz odznaczeń na podstawie wyników ocen masła i serów,
- uchwalanie i przedstawianie Ministerstwu Rolnictwa i Reform Rolnych do zatwierdzenia instrukcji  określonych procedur badawczych,
- przedstawianie Ministerstwu Rolnictwa i Reform Rolnych wniosków, dotyczących ustalenia: wzoru świadectw, listów pochwalnych, medali i dyplomów honorowych oraz wynagrodzenia rzeczoznawców i delegatów Komitetu,
- uchwalanie budżetu i przedstawianie go Ministrowi Rolnictwa i Reform Rolnych do zatwierdzenia;
- gromadzenie i opracowywanie materiałów, związanych z zakresem działania Komitetu, i publikowanie prac z zakresu wyników oceny i działalności Komitetu.

## Wywóz przetworów mleczarskich za granicę
Minister Rolnictwa i Reform Rolnych  w drodze rozporządzeń  wydanych w porozumieniu z Ministrem Przemysłu i Handlu mógł:
- ustalać wymagania, jakim powinny odpowiadać poszczególne rodzaje przetworów mleczarskich, wywożonych zagranicę,
- ustalać podział tych przetworów na typy (standardy) oraz określać tryb zaliczania tych przetworów do ustalonych typów,
- określać warunki wywozu zagranicę, dotyczące w szczególności opakowania przetworów mleczarskich, ich znakowania, przechowywania oraz przewozu,
- postanawiać, że do wywożenia przetworów mleczarskich zagranicę uprawnione będą tylko przedsiębiorstwa, wpisane do odpowiednich rejestrów oraz ustalać warunki rejestracji i zasady prowadzenia tych rejestrów,

Minister Rolnictwa i Reform Rolnych w drodze rozporządzeń, wydanych w porozumieniu z Ministrami Przemysłu i Handlu oraz Ministrem Skarbu, ustalał miejsca odprawy celnej, miejsca kontroli oraz punkty graniczne dla wywozu poszczególnych rodzajów przetworów mleczarskich.
Zgodnie z rozporządzeniem Ministra Rolnictwa i Reform Rolnych  z 1936 r. i 1938 r. do wywożenia masła za granicę były  uprawnione tylko te przedsiębiorstwa eksportowe, które Centralna Stacja Badania Masła wpisała  do rejestru przedsiębiorstw eksportowych. Centralna Stacja Badania Masła wpisywała  do rejestru przedsiębiorstw eksportowych:
- przedsiębiorstwa handlowe, posiadające świadectwa przemysłowe dla przedsiębiorstw handlowych I kategorii,
- spółdzielnie, posiadające świadectwa przemysłowe dla przedsiębiorstw handlowych,
- zakłady mleczarskie wywozowe w odniesieniu do masła własnej produkcji, o ile opinia zasięgnięta o tych przedsiębiorstwach  nie była ujemna.

## Zawodowe przygotowanie kierowników zakładów mleczarskich
Kierownicy techniczni poszczególnych rodzajów zakładów mleczarskich powinni posiadać przygotowanie zawodowe lub kursy przeszkoleniowe,  za które uważano  kursy organizowane z upoważnienia Ministerstwa Rolnictwa i Reform Rolnych przez izby rolnicze lub spółdzielcze organizacje rolnicze.
Z kolei za szkoły mleczarskie  uważano:
- Państwową Szkołę Mleczarską w Rzeszowie,
- Szkołę Mleczarską Wielkopolskiej Izby Rolniczej we Wrześni,
- Szkołę Mleczarską w Szafarni,
- Kursy Mleczarskie w Liskowie,
- 6-miesieczny kurs mleczarski z roku 1931/32,,
- Szkołę Mleczarską Krajowego Związku Mleczarskiego, „Masłosojuz" w Stryju.

Osoby, które ukończyły inne szkoły mleczarskie lub kursy mleczarskie  i posiadały odpowiednią praktykę oraz osoby, które pracowały co najmniej 5 lat w zakładzie mleczarskim, mogły być kierownikami technicznymi odpowiednich zakładów mleczarskich. Osoby, które ukończyły 35 rok życia i pracowały w zawodzie mleczarskim co najmniej 10 lat, mogli być kierownikami technicznymi zakładu mleczarskiego.